# آیدا کامینسکا
آیدا کامینسکا (انگلیسی: Ida Kaminska؛ ۱۸ سپتامبر ۱۸۹۹ – ۲۱ مهٔ ۱۹۸۰) هنرپیشه اهل لهستان بود.